# Thundorf in Unterfranken

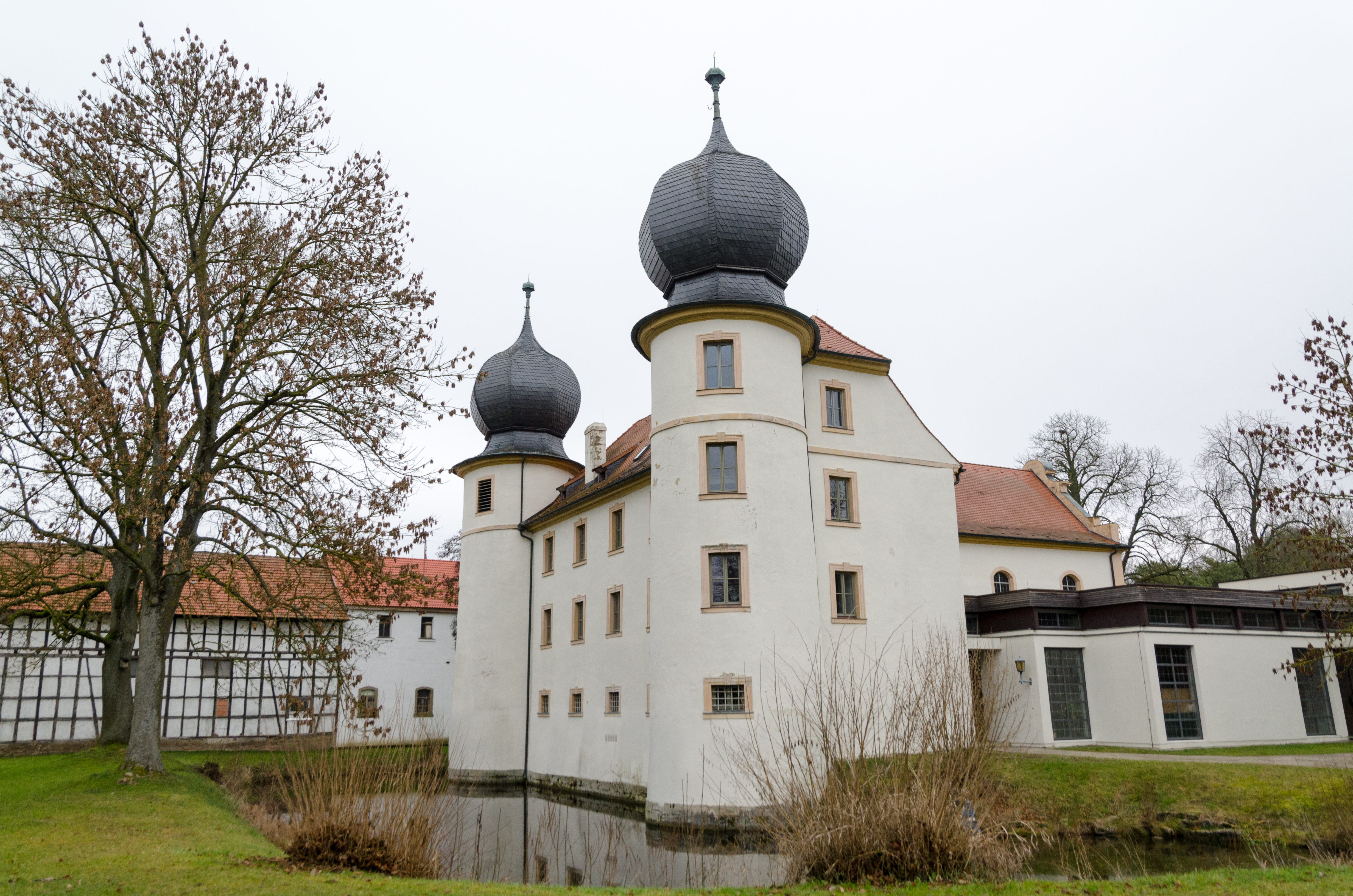
Wasserschloss Thundorf

Thundorf in Unterfranken (amtlich: Thundorf i.UFr.) ist eine Gemeinde im unterfränkischen Landkreis Bad Kissingen und ein Mitglied der Verwaltungsgemeinschaft Maßbach.

## Geografie

### Geografische Lage
Thundorf liegt in einer geografischen Übergangszone, im Süden des Grabfeldgaus, unweit östlich der Haßberge und unweit nördlich der Schweinfurter Rhön. Das Dorf liegt am Ransbach, der bei Theinfeld entspringt und bei Poppenlauer in die Lauer mündet. Die höchste Erhebung, der Dürnberg bei Theinfeld, ist ein Ausläufer der Haßberge.

### Gemeindegliederung
Es gibt vier Gemeindeteile (in Klammern ist der Siedlungstyp angegeben):
- Rothhausen (Kirchdorf)
- Rothhausermühle (Einöde)
- Theinfeld (Kirchdorf)
- Thundorf i.UFr. (Kirchdorf)

## Geschichte

### Bis zur Gemeindegründung
Die ältesten Nachweise für eine frühe Ansiedlung stammen aus Hügelgräbern (um 2500 v. Chr.) oder den Resten einer einstigen Befestigungsanlage in der Nähe des Dorfes. Arnulf von Kärnten erwähnte Thundorf erstmals in einer Urkunde vom 1. Dezember des Jahres 889. Zuvor war es 888 als „Tuomsdorf“ in einer Urkunde/Verfügung Kaiser Karls III. enthalten. Auf dem Burgberg befinden sich Reste von Wall- und Burganlagen, die dort in der Mitte des 12. Jahrhunderts von den Rittern von Thundorf errichtet wurden. In dieser Ganerbenburg lebten im 14. und 15. Jahrhundert die Herren von Schaumberg. Als diese Burganlage im Zuge des Bauernaufstandes zerstört wurde, ließen sie 1480 im Tal ein Wasserschloss errichten. Weitere Bauzeugen dieser Zeit sind die Zehntscheune, der Gartenpavillon, das Brau- und Kelterhaus und das Forsthaus.
Die Reformation wurde in Thundorf fast reibungslos spätestens seit 1520 eingeführt. Das  geschah unbeeinträchtigt, bis im Jahr 1676 die Herrschaft über Thundorf von der evangelischen Familie von Schaumberg zur katholischen Familie von Rosenbach wechselte. Durch die Unterdrückung in der Folgezeit wurde die evangelische Gemeinde merklich kleiner. Im Jahr 1676 kam es im Dreißigjährigen Krieg zu massiven Plünderungen. Die Herren vom Schaumberg verkauften ihren Besitz an die Familie zu Rosenbach. Thundorf ging mit Schloss, Untertanen und den Nachbardörfern Rothhausen und Theinfeld in deren Besitz über. Die Rosenbachs setzten einen Verwalter ein, sie selbst wohnten in Würzburg.
Im Jahr 1806 starb das Rosenbachsche Geschlecht aus und Erzherzog Ferdinand von Toskana, zu dessen Lehen Thundorf nun gehörte, erklärte das Burggrafentum als vermannt und anheimgefallen. Die rund 700 Morgen Land wurden unter den Bauern aufgeteilt, während 750 Hektar Wald an das Hochstift Würzburg übergingen. Das Wasserschloss mit seinen Gütern wurde verkauft. Seit dem Wiener Kongress 1814/1815 gehört der Ort zu Bayern.

### Zweiter Weltkrieg
Am 23. April 1941 gab der bayerische Kultusminister Adolf Wagner die Anweisung, die Kruzifixe aus den Schulen in Bayern zu entfernen und durch “zeitgemäßen Wandschmuck” zu ersetzen. Wegen starker Protesten der bayerischen Bevölkerung musste Wagner seinen Erlass im August zurückziehen. Es kam zu erfolgreichen Protesten in Nüdlingen. Der Schullandrat wagte daraufhin nicht, die Kruzifixe auch in anderen Schulen entfernen zu lassen. Er verfügte, dass im Rahmen einer „Entrümpelungsaktion“ an der Stirnseite der Lehrsäle nur noch das Führerbild anzubringen sei. Alle anderen Bilder und Symbole (Kreuze) dürften nur an Seiten- und Rückwänden aufgehängt werden. In Thundorf und Rothhausen kam es daraufhin zu heftigem Widerstand. Pfarrer Felix Seufert erklärte in der Schule in Rothhausen, dass diese Regelung eine Beleidigung und Schmähung sei und er die Kruzifixe in der Kirche aufbewahren werde. Vom Lehrer in Thundorf denunziert, wurde ihm vom Regierungspräsidenten am 17. Juli 1941 wegen „politischer Unzuverlässigkeit“ die Befugnis zum lehrplanmäßigen Religionsunterricht entzogen.
(siehe auch Hauptartikel Kreuzkampf)

### Religionen
- Thundorf ist größtenteils katholisch und Sitz der Pfarrei, von der auch Theinfeld, Rothhausen, Volkershausen und Maßbach betreut werden. Die katholische Pfarrkirche St. Laurentius befindet sich seit 1816 im Nordflügel des Wasserschlosses, in einem 1977 fertiggestellten Erweiterungsbau gibt es eine Taufkapelle mit Wandmalereien.[5]
- Die alte, später evangelische Kirche wurde 1727 auf einer Anhöhe in der Mitte des Dorfes errichtet. 1974 wurde die Pfarrei, eine der ältesten in Bayern, aufgelöst und nach Maßbach eingegliedert.
- Durch die Stiftung von Silvester von Schaumberg wurde 1520 in der Vogtei eine Ritterschule eingerichtet, die bis zum Dreißigjährigen Krieg bestand.

### Eingemeindungen
Im Rahmen der Gebietsreform wurde am 1. Mai 1978 die Gemeinde Rothhausen eingegliedert. Der Ort Theinfeld wurde vom Markt Maßbach übernommen.

### Einwohnerentwicklung
Im Zeitraum 1988 bis 2018 sank die Einwohnerzahl von 1132 auf 1019 um 113 Einwohner bzw. um 10 %. 2001 hatte die Gemeinde 1217 Einwohner.
(Quelle: BayLfStat)

## Politik

### Gemeinderat
Die Gemeinderatswahlen seit 2008 ergaben folgende Stimmenanteile und Sitzverteilungen:
| Partei/Liste                        | 2020  | 2020  | 2014  | 2008 | 2008  |
| Partei/Liste                        | %     | Sitze | %     | %    | Sitze |
| ----------------------------------- | ----- | ----- | ----- | ---- | ----- |
| CSU/Freie Wählergemeinschaft        | 37,24 | 4     | 37,44 | 44,4 | 6     |
| Wählergemeinschaft Rothhausen (WGR) | 38,71 | 5     | 32,05 | 35,4 | 4     |
| Bürgerblock Theinfeld               | 24,05 | 3     | 19,34 | 20,2 | 2     |
| MT Bürger                           |       |       | 11,17 |      |       |

Weiteres Mitglied und Vorsitzende des Gemeinderates ist die Erste Bürgermeisterin.

### Bürgermeister
Seit 1. Mai 2020 ist Judith Dekant (Wählergemeinschaft Rothhausen) Bürgermeisterin; sie wurde am 15. März 2020 mit 50,2 % der Stimmen gewählt.

### Interkommunale Allianz Schweinfurter OberLand
Die Gemeinde ist seit Juli 2012 Mitglied der Interkommunalen Allianz Schweinfurter OberLand, der außerdem die Gemeinden Maßbach, Rannungen, Üchtelhausen, Schonungen und Stadtlauringen angehören (siehe auch Schweinfurter Rhön).

### Wappen
| | Blasonierung: „Geteilt von Silber und Rot; oben ein wachsender doppelschwänziger, rot gekrönter und bewehrter schwarzer Löwe, unten eine silberne Pflugschar auf zwei schräg gekreuzten silbernen Reuthauen.“ |
| Wappenbegründung: Thundorf entstand 1978 durch Zusammenlegung der Gemeinden Thundorf und Rothhausen und der Ortschaft Theinfeld, die früher zum Markt Massbach gehörte. Aus dem durch den Zusammenschluss untergegangenen Gemeindewappen von Rothhausen wurde der Löwe in das heutige Wappen übernommen. Er ist das Wappentier der Herren von Rosenbach, die im Mittelalter das Gemeindegebiet beherrschten. Die gekreuzten Reuthauen sind Hinweis auf die Entstehung des Ortes Rothhausen durch Rodungen. Die Pflugschar weist auf den landwirtschaftlichen Ursprung von Theinfeld hin. Auf die Lage in Franken wird durch die Farben Silber und Rot hingewiesen. Das Wappen wurde von der Regierung von Unterfranken am 17. Oktober 1979 verliehen. | |

## Wirtschaft und Infrastruktur

### Verkehr
Öffentlicher Busverkehr mit Anschluss in die Städte Schweinfurt, Bad Kissingen und Münnerstadt ist gegeben.

### Bildung
- Grundschule Rothhausen
- Hauptschule Maßbach

Gymnasien, Real-, Berufsschulen und andere weiterführende Schulen sowie Einrichtungen der Erwachsenenbildung finden sich im näheren Umkreis.

## Kultur und Sehenswürdigkeiten

### Theater
Die Theatergruppe Thundorf spielt jährlich in der Zeit nach Fasching bis Ostern lustige Volks- und Bauernstücke. Sie kann auf eine jahrzehntelange Tradition zurückblicken.

### Bauwerke

#### Schloss Thundorf

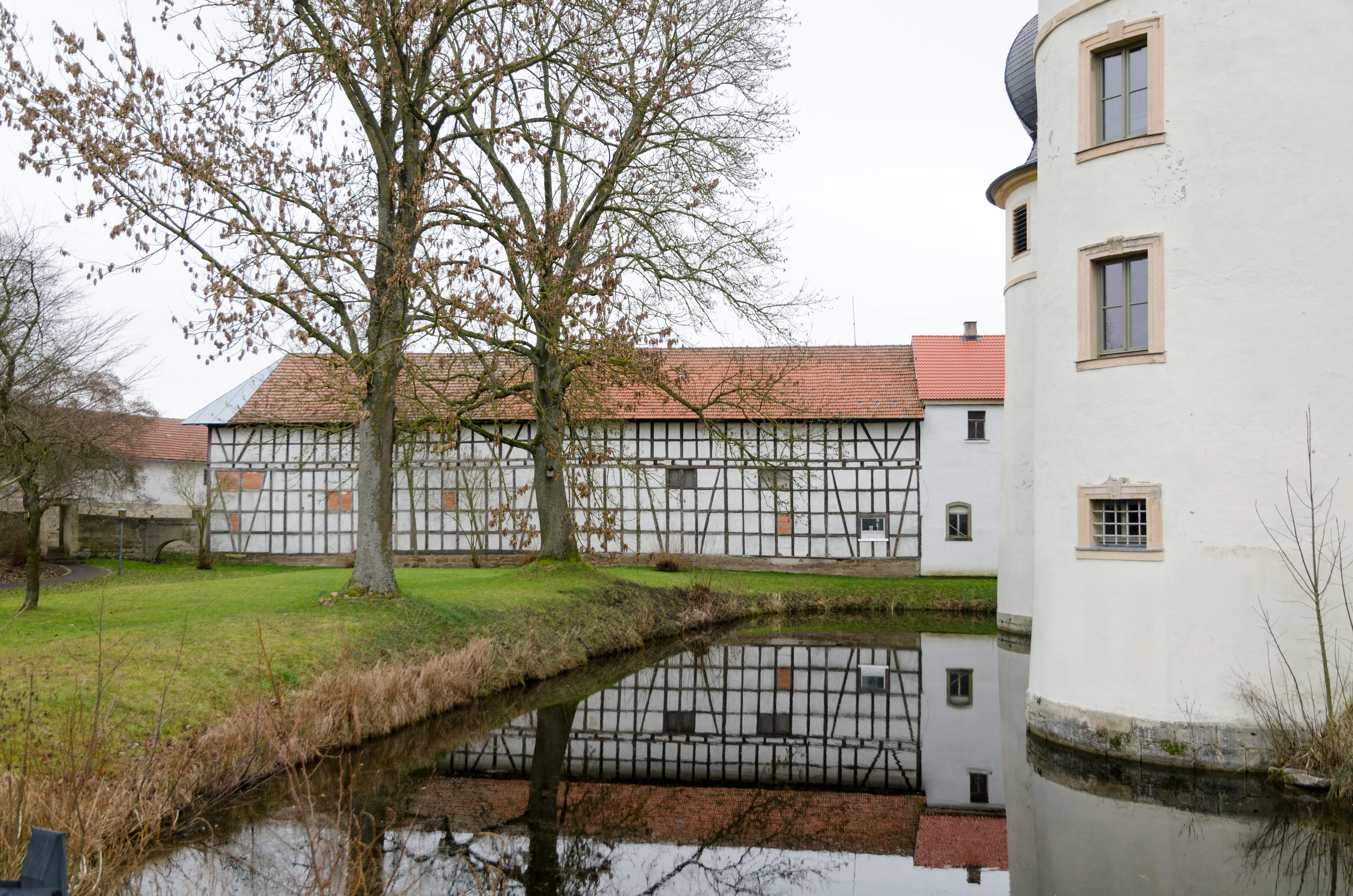
Thundorfer Wasserschloß

Das Wasserschloss mit zwei kuppelgekrönten Ecktürmen wurde 1610 erbaut. In ihm befindet sich heute unter anderem das Jugendheim. Im 18. Jahrhundert wurde das Schloss mit dem Nordflügel erweitert. Dieser wurde Anfang des 19. Jahrhunderts als Pfarrkirche umgestaltet. Zu dieser Zeit wurde auch der Gartenpavillon im Pachtgarten erbaut. Die Kirche steht teilweise im Pfarrsee. Das Wasserschloss steht zusammen mit dem Pachtgarten und der Stadtmauer unter Denkmalschutz.

#### Evangelische Kirche

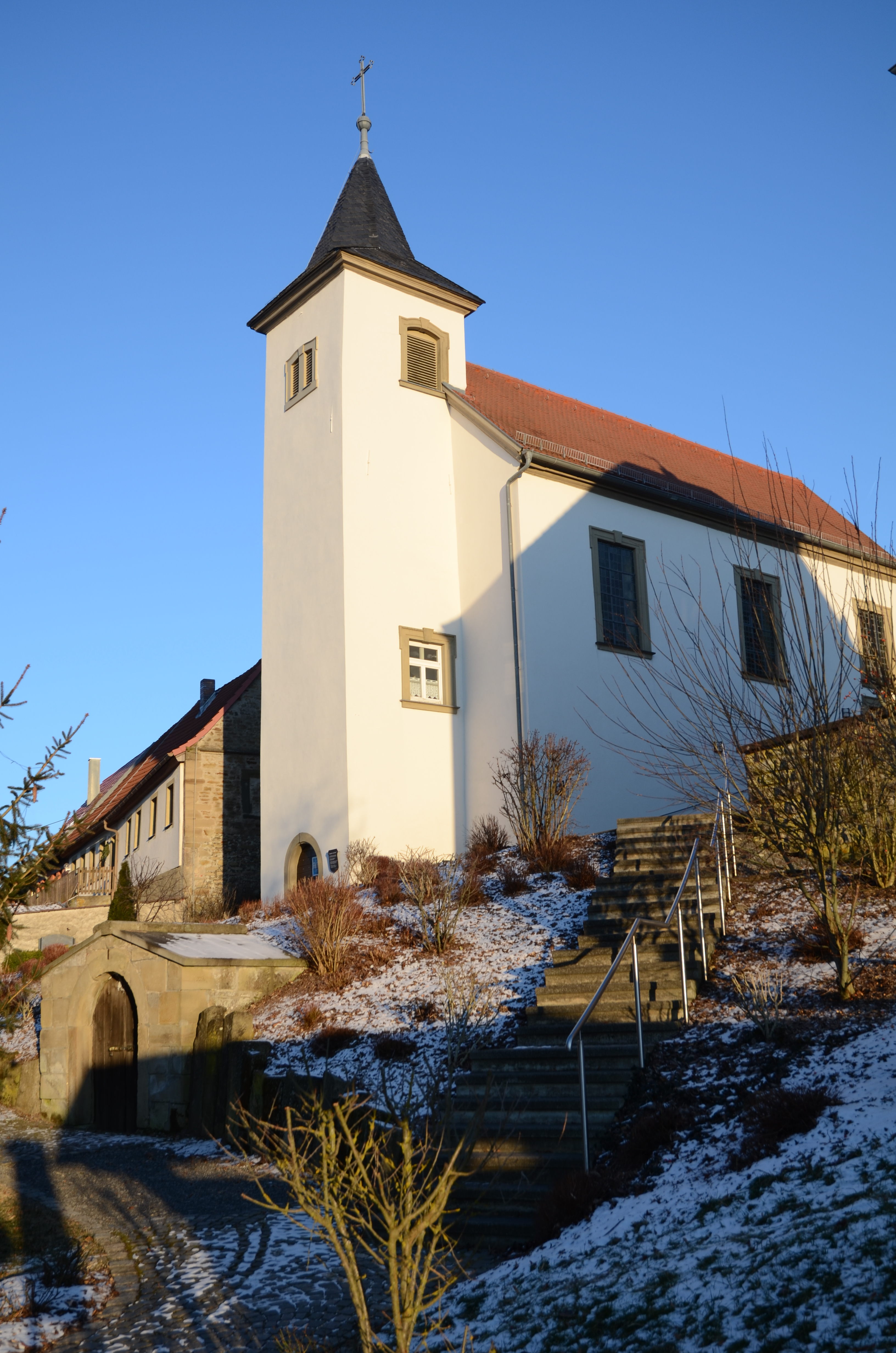
Evang. Kirche in Thundorf

Der Kirchturm der evangelischen Kirche entstand im 15. Jahrhundert. Er trug bis zum Jahr 1870 ein Glockendach. Über das Entstehungsjahr des Langhauses gibt es unterschiedliche Ansichten. Es ist einerseits vom Jahr 1699 und andererseits vom Jahr 1727 die Rede. Im Jahr 1848 wurde die Kirche innen umgebaut. Von 1680 bis 1847 war in der benachbarten ehemaligen Ritterschule das evangelische Pfarrhaus untergebracht.

#### Gemeindebrauhaus
Das Gemeindebrauhaus in Thundorf in der Nähe des Wasserschlosses gehört zu den letzten seiner Art und ist das einzige im ganzen Umkreis, das noch in Betrieb ist. Das genaue Alter lässt sich nicht feststellen. Erstmals urkundlich erwähnt wurde es 1551. In seiner Glanzzeit nach dem Zweiten Weltkrieg wurden jährlich etwa 24 Sud gebraut, was etwa 360 hl entspricht. Heute werden etwa 70 hl pro Jahr gebraut.
Die sehr seltene Kombination von obergäriger Hefe, die meistens nur beim Weizenbier anzutreffen ist, und Gerstenmalz, verleiht dem Thundorfer Haustrunk einen unverwechselbaren Geschmack. Ist das Bier, das keinerlei Filterung unterzogen wird, in Aluminiumfässern unter Druck gelagert, schmeckt es sehr hefig. Reift es in traditionellen Holzfässern oder in den moderneren Kunststofffässern, setzt sich die Hefe am Boden ab, so dass das volle Aroma des Bieres ohne den starken Hefegeschmack erreicht wird.
Da die Herstellung vom Einmaischen bis zum ersten Anzapfen Handarbeit und nicht automatisiert ist, hat jeder Sud seine eigene Geschmacksnote.

## Persönlichkeiten
- Karl Schornbaum (1875–1953), evangelischer Pfarrer, Historiker und Archivar